# Cosmia fuliginosa
Cosmia fuliginosa är en fjärilsart som beskrevs av Bois-reymond 1931. Cosmia fuliginosa ingår i släktet Cosmia och familjen nattflyn. Inga underarter finns listade i Catalogue of Life.